# Wonder Woman 1984
Wonder Woman 1984 is een Amerikaanse superheldenfilm uit 2020, onder regie van Patty Jenkins. De film is gebaseerd op de gelijknamige superheldin van DC Comics. De hoofdrollen worden vertolkt door Gal Gadot, Kristen Wiig, Chris Pine en Pedro Pascal. Het is de negende film in het DC Extended Universe.

## Verhaal
Als jong meisje neemt Diana deel aan een atletiekwedstrijd op Themyscira tegen oudere Amazones. Na afloop van een van de onderdelen, een race, wordt ze gediskwalificeerd omdat ze geprobeerd heeft een kortere weg naar de finish te nemen. Diana's moeder, koningin Hippolyta, en haar tante Antiope vertellen haar dat het belangrijk is om altijd eerlijk te zijn.
In 1984 werkt een volwassen Diana als antropologe bij het Smithsonian Instituut in Washington D.C. Ze is gespecialiseerd in de cultuur van oude mediterrane beschavingen. Diana blijft de misdaad bestrijden als Wonder Woman, al probeert ze haar activiteiten als Wonder Woman geheim te houden. Ze ontmoet een nieuwe collega, Barbara Ann Minerva. Barbara is een onzekere vrouw die opkijkt naar Diana. De twee worden al snel goede vriendinnen.
Zakenman Maxwell Lord bezoekt het Smithsonian. Hij is op zoek naar een mysterieuze Dreamstone die schijnbaar wensen vervult. De steen is inderdaad aanwezig in het Smithsonian, maar Diana geeft aan dat Maxwell hem niet zomaar mee mag nemen. Zowel Diana als Barbara gebruiken de steen onbewust om een wens uit te laten komen. Diana wenst dat haar overleden liefde Steve Trevor weer tot leven kon komen. Hierdoor neemt het bewustzijn van Steve het lichaam van een andere man in de echte wereld over. Iedereen ziet deze andere man, maar enkel Diana (en de kijker) ziet hem als Steve. Barbara wenst dat ze net als Diana sterk en mooi is. Hierdoor krijgt ze onbewust ook een deel van dezelfde krachten als Diana.
Tijdens een gala-avond in het Smithsonian manipuleert en verleidt Maxwell Barbara zodat hij de steen kan stelen. Dit lukt, waarna hij wenst dat hijzelf de Dreamstone is. Hierdoor krijgt hij de kracht om wensen te vervullen, maar ook de kracht om van anderen af te nemen wat hij maar wil. Al snel groeit Maxwell uit tot een machtige, invloedrijke figuur, door de wensen van invloedrijke personen voor zijn eigen gewin te gebruiken.
Barbara, Diana en Steve besluiten de kracht van de Dreamstone verder te onderzoeken en ontdekken dat deze is gemaakt door Dolos, de God van Verraad en Bedrog. De steen vervult inderdaad de wens van een persoon, maar neemt in ruil daarvoor hun meest gekoesterde bezit af. De enige manier om dit bezit terug te krijgen is door de wens ongedaan te maken of de steen zelf te vernietigen. Diana merkt dat haar krachten niet meer zo goed werken als voorheen. Steve realiseert zich dat dit een gevolg is van Diana's wens. Zolang Steve (weer) leeft zullen Diana's krachten afnemen. Zowel Diana als Barbara zijn niet bereid hun wensen op te geven en proberen een andere oplossing te vinden. Barbara besluit zich aan te sluiten bij Maxwell, die nu de Dreamstone is, omdat ze niet wil dat Diana hem kwaad doet en ze ook niet naar haar oude zelf wil terugkeren.
Maxwell verneemt van de Amerikaanse president dat er een satelliet bestaat die wereldwijd signalen kan verzenden. Hij besluit deze te gebruiken om de wensen van mensen van over de hele wereld te vervullen. Steve probeert Diana ervan te overtuigen om hem te laten gaan en haar wens ongedaan te maken, zodat ze haar krachten terug krijgt. Wanneer Diana merkt dat ze machteloos is om mensen te helpen besluit ze dit inderdaad te doen. Steve verdwijnt.
Diana keert terug naar huis en trekt het gouden pantser aan van de legendarische Amazone-krijgster Asteria. Onderweg naar het uitzendstation wordt ze aangevallen door Barbara. Deze heeft een nieuwe wens gedaan, namelijk om een toproofdier te worden die net zo sterk is als Diana. Hierdoor is ze in de cheetah-vrouw veranderd, "Cheetah". Na het verslaan van Barbara confronteert Diana Maxwell en gebruikt ze haar Lasso of Truth om via hem met de wereld te communiceren en iedereen ervan te overtuigen hun wensen ongedaan te maken. Ze laat Maxwell ook een visioen zien van zijn zoon Alistair en diens angst voor de chaos die is ontstaan doordat de wensen van iedereen uitkomen. Als Maxwell door blijft gaan met het vervullen van wensen voor zijn eigen gewin zal hij zijn zoon verliezen. Maxwell maakt zijn wens ongedaan en keert terug naar huis om zich te herenigen met zijn zoon.
Een paar dagen later ontmoet Diana de man wiens lichaam Steve over had genomen. Hij stelt zich voor aan Diana. In een mid-creditscène wordt onthuld dat Asteria, de oorspronkelijk eigenaar van het gouden pantser, nog leeft en net als Diana in de Verenigde Staten woont en de misdaad bestrijd.

## Rolverdeling
| Acteur                   | Personage                                    |
| ------------------------ | -------------------------------------------- |
| Gal Gadot / Lilly Aspell | Diana Prince / Wonder Woman / Diana als kind |
| Chris Pine               | Steve Trevor                                 |
| Kristen Wiig             | Barbara Ann Minerva / Cheetah                |
| Pedro Pascal             | Maxwell Lord                                 |
| Connie Nielsen           | Hippolyta                                    |
| Robin Wright             | Antiope                                      |
| Amr Waked                | Emir Said Bin Abydos                         |
| Kristoffer Polaha        | Knappe man / Lichaam van Steve Trevor        |
| Natasha Rothwell         | Carol                                        |
| Ravi Patel               | Babajide                                     |
| Gabriella Wilde          | Raquel, Maxwells assistente                  |
| Oliver Cotton            | Simon Stagg                                  |
| Lucian Perez             | Alistair Lord, Maxwells zoontje              |
| Stuart Milligan          | President van de Verenigde Staten            |
| Kelvin Yu                | Jake                                         |
| Doutzen Kroes            | Venelia                                      |
| Lynda Carter             | Asteria                                      |

## Productie

### Ontwikkeling
Reeds in april 2017, in de aanloop naar de première van Wonder Woman (2017), onthulde regisseuse Patty Jenkins dat er plannen waren voor een sequel en dat het bedoeling was om het verhaal van de superheldin in de Verenigde Staten verder  te zetten. Later voegde ze eraan toe dat het verhaal zich in het verleden zou afspelen. Begin juni 2017 bevestigde Jenkins dat ze interesse had in een vervolg, maar verklaarde ze ook dat ze (nog) geen contract had voor de sequel. Diezelfde maand verklaarde stripauteur en filmproducent Geoff Johns dat hij met Jenkins aan een script voor de sequel begonnen was. In juli 2017 bevestigde Warner Bros. op San Diego Comic-Con dat er een sequel zou komen. Twee maanden later sloot Jenkins een nieuw contract af bij de studio, waardoor ze de best betaalde vrouwelijke regisseur in Hollywood werd.
In september 2017 werd bericht dat scenarioschrijver David Callaham in dienst was genomen om samen met Jenkins en Johns aan het script te werken. In april 2018 verklaarde Jenkins dat het verhaal zich in de jaren 1980 zou afspelen, zo'n zeven decennia na de gebeurtenissen uit de vorige film. Twee maanden later werd onthuld dat de film Wonder Woman 1984 heette.

### Casting

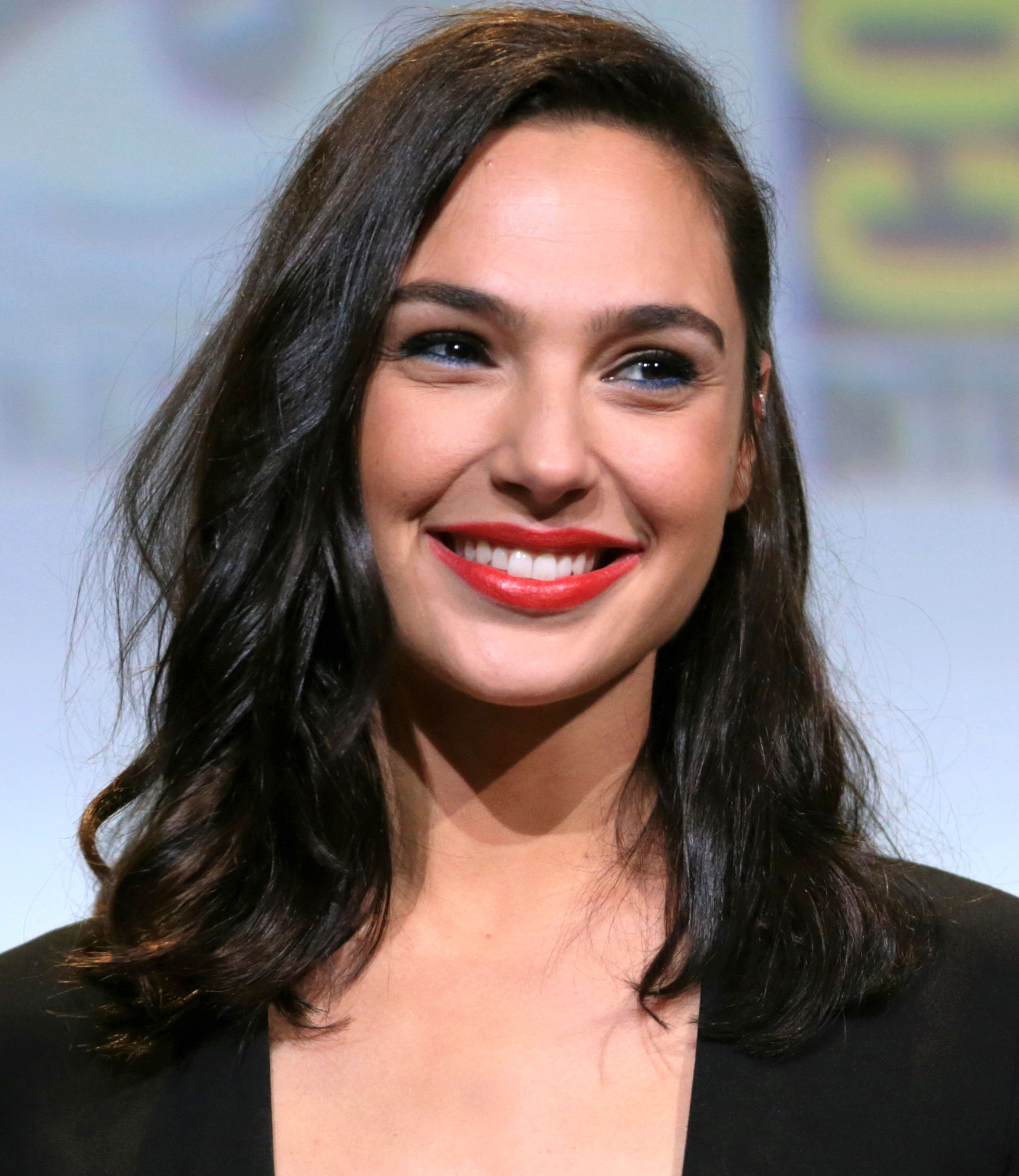
Gal Gadot is naast hoofdrolspeelster ook producente van de film.

Gal Gadot keerde voor de film terug als de superheldin Wonder Woman. Ze had het personage eerder al vertolkt in Batman v Superman: Dawn of Justice (2016), Wonder Woman (2017) en Justice League (2017). Naast hoofdrolspeelster werd ze ook producente van het project.
In februari 2018 werd in de Amerikaanse filmpers bericht dat met Kristen Wiig onderhandeld werd over de rol van slechterik. Een maand later werd bevestigd dat Wiig de schurk Cheetah zou vertolken. In maart 2018 raakte ook de casting van Pedro Pascal bekend.
In juni 2018 bevestigde Jenkins op Twitter de terugkeer van Chris Pine als Steve Trevor. Een maand later raakte ook de casting van Natasha Rothwell, Ravi Patel en Gabriella Wilde bekend. In augustus 2018 werd onthuld dat Connie Nielsen en Robin Wright zouden terugkeren voor een flashbackscène.

### Opnames
De opnames gingen in juni 2018 van start en eindigden eind december 2018. In de Verenigde Staten werd er gefilmd in Washington D.C. en Noord-Virginia. Zo vonden er in juni en juli 2018 opnames plaats in Landmark Mall, een winkelcentrum in Alexandria (Virginia).
Midden juli verhuisde de productie naar Engeland, waar er gefilmd werd in de Warner Bros. Studios in Hertfordshire en in Londen. Er vonden opnames plaats in Regent's Park en aan de Royal College of Physicians. In september en oktober 2018 vonden er opnames plaats in de Spaanse stad Almería en op de Canarische Eilanden, waarna de productie terugkeerde naar Londen. Daar vonden er opnames plaats in het centrum van de stad, onder meer in Hyde Park.
In juli 2019 werden er extra opnames georganiseerd in de Warner Bros. Studios in Engeland.

### Muziek
In augustus 2018 werd Hans Zimmer aangekondigd als de componist van Wonder Woman 1984, ter vervanging van Rupert Gregson-Williams die de eerste film componeerde. Zimmer componeerde eerder Man of Steel en Batman v Superman: Dawn of Justice, de eerste en tweede film in de DC Extended Universe en de laatste waarin ook Wonder Woman te zien was. Als onderdeel van DC FanDome 2020 heeft WaterTower Music de eerste track van de soundtrack uitgebracht, getiteld "Themyscira".

## Release
De Amerikaanse release van Wonder Woman 1984 is gepland voor 25 december 2020. Aanvankelijk zal de film in de Verenigde Staten tegelijk in de bioscoop en op streamingdienst HBO Max uitgebracht worden. In de rest van de wereld krijgt de film vanaf 16 december 2020 een bioscooprelease.
Oorspronkelijk was de release gepland voor december 2019, wat later zelfs vervroegd werd naar november 2019. In oktober 2018 werd besloten om de film pas in juni 2020 uit te brengen. Vanwege de sluiting van veel Amerikaanse bioscopen als gevolg van de coronapandemie werd de release in de loop van 2020 opnieuw meermaals uitgesteld. In november 2020 werd besloten om de release niet langer uit te stellen en de film zowel in de bioscoop als op HBO Max uit te brengen. Een week voor de release werd bekend dat bioscoopketen Pathé de film niet zal vertonen omdat er geen overeenstemming bereikt kan worden met Warner Bros. over de vertoningsvoorwaarden, al besloten ze later de film toch te vertonen.
In Nederland werd op 15 december 2020 door Warner Bros. bekendgemaakt, dat vanwege de lockdown de film is uitgesteld tot 20 januari 2021. In maart 2021 werd besloten de film helemaal niet meer te laten verschijnen in de Nederlandse bioscopen. In plaats daarvan zal de film via diverse streamingkanalen te zien zijn.

## Ontvangst
Op Rotten Tomatoes heeft Wonder Woman 1984 een waarde van 59% en een gemiddelde score van 6,10/10, gebaseerd op 426 recensies. Op Metacritic heeft de film een gemiddelde score van 60/100, gebaseerd op 57 recensies.